# Хайнрих I (Валдек и Шваленберг)
Вижте пояснителната страница за други личности с името Хайнрих I.
Хайнрих I фон Валдек и Шваленберг (на немски: Heinrich I von Waldeck und Schwalenberg; * пр. 1178; † пр. 21 септември 1214) е от 1190 до 1214 г. граф на Шваленберг и граф на Валдек.

## Произход и наследство
Той е третият син на граф Фолквин II фон Шваленберг († 1177/1178), основател на Дом Валдек, и втората му съпруга Лутруд.
През 1185 г. Хайнрих участва с братята си в основаването на манастир Мариенфелд (Campus Sanctae Mariae).
През 1190 г. Хайнрих наследява брат си Витекинд III, който е убит през 1189 г. в третия кръстоносен поход.

## Фамилия
Той се жени за Хезека фон Дасел († сл. 25 юли 1220), дъщеря на граф Лудолф II фон Дасел († 1167) и съпругата му фон Шварцфелд, и има децата:
- Фолквин IV (* ок. 1190; † пр. 1255); ∞ (пр. 1239) Ерменгард фон Шварцбург († 22 март 1274)
- Адолф I († 3 октомври 1270); ∞ I: София N.N. († пр. 1254); ∞ II: (14 февруари 1254) Етелинд цур Липе († ок. 1273)
- Хайнрих II (* пр. 1214; † пр. 1288), каноник в Падерборн
- Херман II, в документ ок. 1248, бенедиктинец
- Видекинд, в документ 1221